# 1596

## أحداث
- 20 سبتمبر: تأسيس مدينة مونتيري وتقع حاليا في المكسيك.
- حصار كاليه في الفترة ما بين 8 أبريل و24 أبريل.
- 24-26 تشرين أول - معركة كرزت أو معركة هاجوفا وانتهت بنصر عثماني حاسم.

## مواليد
- فريدريش الخامس ناخب بالاتينات
- ميخائيل روسيا
- 30 مارس - الفيلسوف الفرنسي رينيه ديكارت.

## وفيات
- جان بودان
- هانزو هاتوري